# مرقس الثاني (بابا الإسكندرية)
مرقس الثاني، بابا الإسكندرية وبطريرك الكرازة المرقسية للأقباط الأرثوذكس رقم 49، أصله من الإسكندرية. وأقام بطريركاً 20 سنة وشهران و21 يوماً، في الفترة من 26 يناير 799 حتى 17 أبريل 819 م، وتوفي. وخلا الكرسي بعده 12 يوماً.